# Тинн, Александр, 7-й маркиз Бат
Александр Джордж Тинн, 7-й маркиз Бат (англ. Alexander George Thynn, 7th Marquess of Bath; 6 мая 1932 — 4 апреля 2020) — английский аристократ и землевладелец, владелец поместья Лонглит, который заседал в Палате лордов с 1992 по 1999 год, а также художник и автор. Он носил титул учтивости виконт Уэймут с 1946 по 1992 год.
Лорд Бат был в центре внимания средств массовой информации из-за пристрастия одеваться в стиле хиппи и своих многочисленных «женушек». Согласно данным журнала Sunday Times Rich List за 2009 год его состояние оценивалось в 157 миллионов фунтов стерлингов.

## Ранняя жизнь и образование
Родился 6 мая 1932 года в Лондоне. Второй сын Генри Тинна, 6-го маркиза Бата (1905—1992), и Дафны Филдинг (1904—1997), он вырос в своем семейном доме, Лонглите, большом елизаветинском доме, расположенном в парковой зоне Уилтшира, благоустроенной в XVIII веке Кэпэбилити Браун. После посещения школы Ладгроув и Итонского колледжа он служил по призыву в лейб-гвардии, получив звание лейтенанта в 1951 году. Затем он учился в колледже Крайст-черч, Оксфорд, где он был президентом Буллингдонского клуба, прежде чем отправиться в современный европейский Гранд-тур. В 1950-х он изучал искусство в Париже.

## Политическая карьера
Как виконт Уэймут, он баллотировался на парламентских выборах в феврале 1974 года как регионалист из Уэссекса, полагая, что Уэссексу будет лучше в качестве автономного региона Великобритании. Вскоре после этих выборов он стал одним из основателей Региональной партии Уэссекса. Он баллотировался от партии на первых в истории выборах в Европейский парламент в 1979 году.
После того, как в 1992 году он унаследовал титулы от своего отца, лорд Бат заседал в Палате лордов как либерал-демократ, пока не потерял место в верхней палате после лейбористской реформы Палаты лордов, в результате которой в верхней палате парламента остались только 92 наследственных пэров. Среди прочего, он высказывался за передачу многих полномочий регионам Англии.

## Личная жизнь
9 мая 1969 года Александр Тинн женился на уроженке Венгрии Анне Абигейл Дьярмати (род. 27 сентября 1943), также известной как Анна Гаэль, от брака с которой которой у него было двое детей, которые получили образование в государственной школе:
- Леди Ленка Абигейл Тинн (род. 20 октября 1969), от Артура Гордона у неё есть один сын, Флинн Джеймс Тинн Гордон (род. июль 2004)
- Кевлин Генри Ласло Тинн, 8-й маркиз Бат (род. 6 июня 1974), преемник отца

У маркиза Бата также есть внебрачная дочь, родившаяся примерно в 2000 году. Во время брака у него были открытые сексуальные отношения с более чем семьюдесятью женщинами, многие из которых бесплатно проживали в коттеджах на территории его усадьбы. Лорд Бат называл своих любовниц женушками.
Маркиз Бат был известен своим ярким стилем одежды, приобретённым во время изучения исусств в Париже , и был плодовитым художником-любителем, который украшал комнаты своего дома эротическими сценами из Камасутры.
После смерти своего отца в 1992 году он уволил своего младшего брата лорда Кристофера Тинна (1934—2017) с должности управляющего имением, выселив его из своего дома в поместье Лонглит. В начале 2010 года он передал управление бизнесом своему сыну Кевлину Тинну, тогдашнему виконту Уэймуту. По одной из версий, виконт намеревался выселить любовниц отца из их коттеджей в поместье. Некоторые из фресок его отца были удалены, что вызвало раскол в семье и привело к бойкоту маркизом брака его сына с Эммой Маккуистон.

## Смерть
Лорд Бат был госпитализирован в Королевскую объединённую больницу в Бате 28 марта 2020 года во время пандемии COVID-19. Во время госпитализации у него была подтверждена коронавирусная инфекция. Он умер от воспаления лёгких 4 апреля 2020 года в возрасте 87 лет.

## Появления и СМИ
В 1999 году Александр Тинн появился в 6-м эпизоде 4-го эпизода Time Team, в котором рассказывалось о раскопках пещеры в ущелье Чеддер, на участке земли, принадлежащем ему. С 2000 по 2009 год, Animal Park, телевизионный документальный фильм о жизни смотрителей и животных в сафари-парке Лонглит, графство Уилтшир, Англия, транслировал более 9 серий на BBC. В нём также рассказывается о повседневной жизни рабочих в Лонглит-хаусе, поместье и садах и регулярно публикуются статьи о самом лорде Бате.
В марте 2009 года он появился в 4-м эпизоде "Пиров Хестона". Осенью 2010 года была опубликована книга Несты Вин Эллис «Маркиз Бат», написанная при участии Бата. Автобиография лорда Бата, под общим названием «Строго закрыто для публичного ознакомления», была сначала опубликована в серии Artnik Books, а с 2002 года переиздается в Top Spot Publishing. Среди других его экранных работ — эпизод Globe Trekker. Он сыграл аристократа в видеоклипе на песню Pet Shop Boys «Rent».
Художник Грейсон Перри взял интервью у маркиза в третьем из трех документальных фильмов 2012 года, состоящих из трех частей с Грейсоном Перри, в котором основное внимание уделялось высшему классу Великобритании. В 2014 году Тинн появился в трехсерийном документальном фильме «В Лонглите всё меняется» о некоторых проблемах, когда он передал управление домом своему сыну.